# Wicked (film, 2024)
A Wicked 2024-ben bemutatott amerikai zenés fantasy film, amelyet Jon M. Chu rendezett, az azonos című zenés színdarab alapján. A főbb szerepekben Cynthia Erivo, Ariana Grande, Jonathan Bailey, Ethan Slater és Bowen Yang látható.
Amerikában 2024. november 22-én, Magyarországon 2024. december 5-én mutatták be a mozikban.

## Cselekmény
Óz földjén, a mumpicok lakói a gonosz nyugati boszorkány halálát ünneplik. Glinda elmeséli a boszorkány történetét: az akkori kormányzó Thropp feleségének és egy utazó ügynöknek a viszonyából született, és zöld bőre miatt születésétől fogva elutasították, ami miatt zűrös gyermekkora volt. Amikor megkérdezik tőle, hogy ő és a boszorkány barátok voltak-e, Glinda azt válaszolja, hogy ismerték egymást, és elgondolkodik a múltjukon.
Évekkel korábban Elphaba Thropp megérkezik a Shiz Egyetemre, hogy kitegye kishúgát, Nessarose-t. Madame Morzalom, a varázstudományok dékánja felajánlja, hogy magántanárként oktatja Elphabát, miután tanúja volt mágikus képességeinek egy akaratlan bemutatójának. Elphaba elfogadja, abban a reményben, hogy így találkozhat Óz uralkodójával, a varázslóval. Elégedetlenségére azonban arra kényszerül, hogy a népszerű Felföldi Galindával lakjon egy szobában; a két lány állandóan összetűzésbe kerül. Egy éjszaka Elphaba követi Dr. Dillamondot, a beszélő kecskét, aki Óz történelmét tanítja és diszkriminációval szembesül, az egyetemen kívüli otthonába. Dillamond elárulja, hogy más állatok is elveszítik állampolgári jogaikat, mire Elphaba biztosítja őt, hogy a varázsló elintézi az ügyet.
Fiyero Tigelaa, a lázadó diák úgy dönt, hogy elvisz egy csapat diákot Ózpor báltermébe. Galinda meggyőzi Boq Woodsman-t, a boldog mumpicit, hogy vigye el Nessarose-t, hogy elkísérhesse Fiyero-t. Ott Galinda összefut Madame Morzalommal, aki elárulja, hogy Elphaba kérte, hogy felvegye őt is a varázslószemináriumára, hálából azért, hogy Boq és Nessarose összeállt. Amikor Elphabát kigúnyolják a kalapért, amit Galinda adott neki sértésként, a bűntudatból táncol vele, és végül összebarátkoznak.
Másnap Dillamondot erőszakkal kikísérik az osztályterméből, miután bejelenti, hogy az iskolaszék mostantól megtiltja az állatok tanítását. Helyettese, a gátlástalan Nikidik professzor élő kísérletet próbál végezni egy megrémült oroszlánkölykön, de Elphaba varázslata mákport szór a teremre, ami őt és Fiyerot leszámítva mindenkit elaltat. Megszöknek az egyetemről, és kiengedik a kölyköt az erdőbe. Egy közös pillanat után Elphaba azon kesereg, hogy Fiyero inkább Galindát választja, mint őt.
Elphaba személyre szóló meghívót kap a varázslótól, aki hallott a fejlődéséről. Galinda, aki immár "Glindára" rövidíti a nevét Dillamond rossz kiejtése miatt, elkíséri őt. Ők ketten egy gyorsvonaton utaznak Óz fővárosába, a Smaragdvárosba, ahol városnézés közben megerősítik barátságukat.
Elphaba miután találkozik a varázslóval, azt mondja, hogy bőrszíne megváltoztatása helyett segíteni szeretne az állatokon. Eközben megérkezik Madame Morzalom, es elárulja, hogy azért jött, hogy tanúja legyen Elphaba és a varázsló első találkozásának. A varázsló és Morzalom arra bátorítja Elphabát, hogy olvasson a szent Mágizir (Grimmerie) varázskönyvből. Varázslata hatására a varázsló majomőrei szárnyakat növesztenek, így Morzalom és a varázsló kémként használhatják őket. Elphaba rájön, hogy ők állnak az állatok jogaik és beszédük elvesztése mögött, és hogy a varázsló egy csaló. Elborzadva attól, hogy őt használták fel a Mágizirt hatalmának felszabadítására és az állatok további leigázására, Elphaba elmenekül, miközben a varázskönyvet is magával viszi.
Glinda követi őt, és könyörög neki, hogy béküljön ki Morzalommal és a varázslóval, de Elphaba úgy dönt, hogy megakadályozza kegyetlen terveiket. Érzelmes búcsút vesz Glindától, aki támogatja őt, de az őrök elfogják. Elphaba a könyv segítségével varázsol el egy seprűt, hogy lebegjen, és azon menekül el a városból, kikerülve a varázsló őreit és majmait, miután képességei miatt áramszünet lép fel egész Smaragdvárosban.
Miután Morzalom figyelmezteti, hogy Elphaba egy "gonosz boszorkány", a Shiz diákjai kiürítik az egyetemet, Fiyero ló háton menekül az iskola területéről, Nessarose pedig látja, hogy Thropp kormányzó szívrohamot kap, amikor otthonukban fogadják a hírt. Eközben Elphaba nyugatra repül.

## Szereplők
| Szereplő                   | Színész                                 | Magyar hang          | Leírás                                                                                 |
| -------------------------- | --------------------------------------- | -------------------- | -------------------------------------------------------------------------------------- |
| Elphaba Thropp             | Cynthia Erivo                           | Gallusz Nikolett     | Meg nem értett, zöld bőrrel született fiatal nő, aki a gonosz nyugati boszorkány lesz. |
| Elphaba Thropp             | Karis Musongole (fiatalon)              | Tanka Natália        | Meg nem értett, zöld bőrrel született fiatal nő, aki a gonosz nyugati boszorkány lesz. |
| Galinda Upland             | Ariana Grande                           | Kardffy Aisha        | Népszerű fiatal nő, akiből később Glinda az északi jó boszorkány lesz.                 |
| Fiyero Tigelaar            | Jonathan Bailey                         | Brasch Bence         | A nyugorok országának hercege, aki az iskolában találkozik Elphabával és Glindával.    |
| Boq Woodsman               | Ethan Slater                            | Fáncsik Roland       | Mumpic, szerelmes Glindába.                                                            |
| Pfannee                    | Bowen Yang                              | Nikas Dániel         | Glinda egyik főiskolai barátja.                                                        |
| Nessarose Thropp           | Marissa Bode                            | Vadász Laura         | Elphaba kerekesszékes húga.                                                            |
| Nessarose Thropp           | Cesily Collette Taylor (fiatalon)       | Murvai Erzsébet      | Elphaba kerekesszékes húga.                                                            |
| Dr. Dillamond              | Peter Dinklage (hang) Luisa Guerrerio   | Ifj. Fillár István   | Beszélő kecske és történelemprofesszor a Shiz Egyetemen                                |
| Madame Morzalom            | Michelle Yeoh                           | Kubik Anna           | A Shiz Egyetem boszorkánytudományi dékánja.                                            |
| Óz, a csodák csodája       | Jeff Goldblum                           | Szabó Sipos Barnabás | Óz uralkodója.                                                                         |
| Shenshen                   | Bronwyn James                           | Dér Marus            | Galinda egy másik főiskolai barátja.                                                   |
| Thropp kormányzó           | Andy Nyman                              | Egyházi Géza         | Elphaba és Nessarose apja és mumpicok kormányzója.                                     |
| Mrs. Thropp                | Courtney-Mae Briggs                     | Kecskés Tímea        | Elphaba és Nessarose anyja, aki meghal, miután megszülte Nessarose-t                   |
| Miss Ciró                  | Keala Settle                            | Nádasy Erika         | A Shiz Egyetem igazgatónője.                                                           |
| Édimancs                   | Sharon D. Clarke (hang) Madeline Wilson | Kalocsai Zsuzsa      | Beszélő medve, aki segít megszülni Elphabát, és dadaként szolgál a Thropp családnak.   |
| Farkas doktor              | Jenna Boyd (hang) Sarah Mardel          | Halász Aranka        | Segít világra hozni Elphabát a szülés során.                                           |
| Nikidik professzor         | Colin Michael Carmichael                | Janicsek Péter       | A Shiz Egyetem professzora                                                             |
| Zabfried                   | Stephen Stanton (hang)                  | Borbiczki Ferenc     | Fiyero lova.                                                                           |
| Varázsmánia szupersztárjai | Idina Menzel                            | Füredi Nikolett      | Varázsmánia szupersztárjai.                                                            |
| Varázsmánia szupersztárjai | Kristin Chenoweth                       | Haffner Anikó        | Varázsmánia szupersztárjai.                                                            |
| Varázsmánia narrátor       | Michael McCorry Rose                    | Pásztor Ádám         | Varázsmánia narrátor.                                                                  |
| Shizazgató                 | Shaun Prendergast                       | Hannus Zoltán        | A Shiz Egyetem elnöke.                                                                 |
| Shiz könyvtáros            | Cherida Strallen                        | Kovács Olga          | Shiz könyvtáros.                                                                       |

### Magyar változat
- Magyar szöveg: Zalatnay Márta
- Dalszöveg: Nádasi Veronika
- Dialóg hangmérnök: Jacsó Bence
- Zenei hangmérnök: Gábor Dániel
- Vágó: Kajdácsi Brigitta
- Gyártásvezető: Gelencsér Adrienne
- Szinkronrendező: Tabák Kata
- Zenei rendező: Bolba Tamás
- Produkciós vezető: Hagen Péter

A szinkront a Mafilm Audio Kft. készítette.

## A film készítése
2003-ban jelent meg a Wicked című színdarab, Gregory Maguire Wicked – Boszorkány című regénye alapján, ami L. Frank Baum 1900-ban megjelent, Oz, a nagy varázsló című regényén szereplőit és helyszínét feldolgozó revizionista feldolgozás. A musical producere a Universal Pictures színpadi részlege volt, rendezője Joe Mantello, zenei rendezője Wayne Cilento. A darabot tíz Tony-díjra jelölték, háromszor nyert, és több mint 7500 előadással a történelem 4. leghosszabb ideje futó Broadway-show-ja, amely több mint 20 éve tart. Az eredeti Broadway-produkcióban Idina Menzel játszotta Elphabát és Kristin Chenoweth Glindát.
Egy 2009-es interjúban Maguire azt nyilatkozta, hogy eladta a jogokat az ABC-nek, hogy egy független, nem zenés tévéadaptációt készítsen a Wickedből. Ez nem Holzman forgatókönyvén alapulna. 2011. január 9-én az Entertainment Weekly arról számolt be, hogy az ABC összefog Salma Hayekkel és produkciós cégével, hogy egy kizárólag Maguire regényén alapuló televíziós minisorozatot készítsenek a Wickedből.
Chenoweth és Menzel kerültek szóba, mint lehetséges főszereplők. Lea Michele és Amy Adams szintén potenciális főszereplőkként pletykáltak. A lehetséges írók között szerepelt Winnie Holzman és Stephen Schwartz, míg J. J. Abrams, Rob Marshall, James Mangold és Ryan Murphy neve is felmerült, mint lehetséges rendezőjelöltek. 2012 decemberében, A nyomorultak sikere után Marc Platt, aki a színpadi változat producere is volt, bejelentette, hogy film készül a Wickedből. Még ebben a hónapban bejelentették, hogy Stephen Daldry lesz a rendező.
2017 májusában Schwartz kijelentette, hogy a filmben "legalább két" új dal lesz. 2020. október 20-án bejelentették, hogy Daldry időzítési konfliktusok miatt elhagyta a produkciót. 2021. február 2-án bejelentették, hogy Jon M. Chu veszi át a rendezést.

### Forgatás
A forgatás 2022 júniusában kezdődött volna az Egyesült Királyságban, a Sky Studios Elstree létesítményeiben. Július 18-án kiderült, hogy a forgatás az újonnan épült Sky Studiosban, Elstree-ben lesz, a forgatás pedig novemberben kezdődött.
A kinti forgatás 2023. április 6-án kezdődött. A forgatást július 13-tól november 8-ig felfüggesztették a 2023-as SAG-AFTRA sztrájk miatt. A forgatás 2024. január 24-én folytatódott, és január 26-án fejeződött be.